# Cocquio-Trevisago
Cocquio-Trevisago (Cōc Trevisàgh in dialetto varesotto) è un comune italiano di 4 633 abitanti della provincia di Varese in Lombardia, nato dalla riunione in un unico ente dei due Comuni di Cocquio e di Trevisago, sancita dal regio decreto nr. 673 del 14 aprile 1927.
Fa parte della Comunità montana Valli del Verbano.

## Origini del nome
La prima parte del nome deriva dal volgare latino coccum: piccola collina, che in seguito diventerà cocquium per correzione, parola di origine gallica. La seconda parte deriva dal latino tres vias agere, punto d'incontro di tre strade, che portano rispettivamente verso Milano, il lago Maggiore e la Svizzera; alcune fonti lo fanno risalire al nome di persona latina Trebicius con l'aggiunta del suffisso di origine gallica -acum/-ocus. Viene citata come Coco sulla mappa del Ducato di Milano nella Galleria delle carte geografiche ai Musei Vaticani.

## Storia

### Simboli
Lo stemma comunale e il gonfalone sono stati concessi con decreto del presidente della Repubblica del 22 gennaio 2001. Lo stemma si può blasonare:
Il gonfalone è un drappo di verde.

## Monumenti e luoghi d'interesse

### Architetture religiose

#### Chiesa della Purificazione di Maria Vergine
Nella chiesa è conservato il dipinto di Pietro Gilardi raffigurante i Santi Gerolamo, Agostino e santa Teresa d'Avila risalente al periodo tra il 1721 e 1722.

### Architetture militari

#### Torre di Trevisago

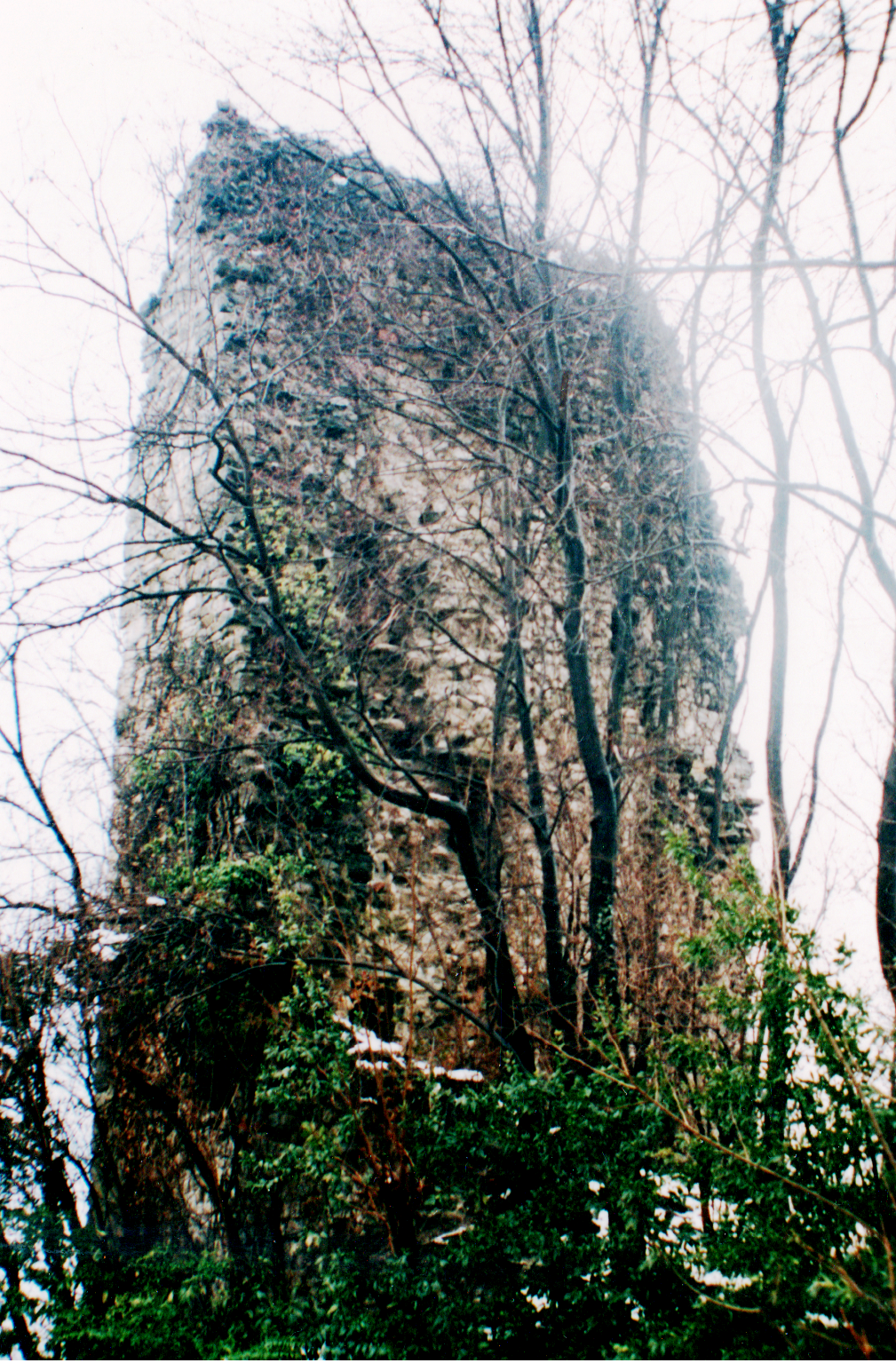
La Torre

Nella frazione di Trevisago sorge il rudere di una torre (risalente all'XI secolo e originariamente alta più di quindici metri) utilizzata da milizie locali al fine precipuo di controllare il traffico di persone e merci che attraversavano il contado del Seprio giungevano nelle località sub-alpine, nonché trasmettere segnali di pericolo agli altri insediamenti militari situati sul territorio mediante un braciere posto sulla sommità. Danneggiata nel corso delle Guerre d'Italia, la torre fu in seguito abbandonata.
A latere di essa sorgeva inoltre una chiesa dedicata a San Giorgio, la cui esistenza è attestata fino al 1758.

### Architetture civili

#### Villa De Maddalena-Schiroli
Già sede amministrativa al tempo della Lombardia austriaca la villa, databile al Settecento, venne in seguito privatizzata: dapprima fu rilevata dalla famiglia De Maddalena, per poi passare, nel 1936, a quella degli Schiroli.
La villa si presenta come un edificio con impianto a "U" aperta verso est; il braccio trasversale si distingue per la presenza di un porticato a doppio registro, dotato da archi ribassati sorretti da colonne in granito.
Internamente, alcune delle sale sono dotate di volta a botte, mentre altre presentano coperture a cassettoni.

#### Villa Mörlin Visconti
Costruita forse a partire da una precedente struttura tardomedievale, Villa Mörlin Visconti è un edificio settecentesco situato in località Carnisio Inferiore. La villa appartenne ai Besozzi fino al 1825, anno in cui venne rilevata da Paolo Tanzi. A quest'ultimo si deve l'ampliamento dell'originario impianto a "U" aperta verso est, intervento che comportò l'aggiunta di alcune ali e di un'appendice eclettica del braccio meridionale. Solo su carta rimase invece un progetto Ottocentesco che avrebbe dovuto conferire alla facciata sudoccidentale un aspetto neoclassico.
Internamente, spicca una sala dotata di affreschi sul tema della caccia.

#### Villa Della Porta
Localizzata in località Armina di Gavirate, la villa appartenne ai Della Porta già possidenti di numerose dimore in Valcuvia.  La parte più antica della villa è databile al Settecento. Importanti rimanegiamenti avvennero in seguito al 1938, quando l'originaria struttura a due bracci disposti a "L" fu rilevata dall'Istituto Sacra Famiglia e ampliata per finalità sociali.

#### Villa Tagliabò-Vallardi
La villa, che si presenta in stile eclettico e con un impianto a "L", nasce come ampliamento di fine Ottocento di un Settecentesco edificio rurale localmente noto come "Il Palazzo".  Internamente, spiccano una serie di sale con copertura in legno.

## Società

### Evoluzione demografica
- 653 nel 1751
- 1 011 nel 1805
- annessione a Gavirate nel 1809
- 1 649 nel 1853

Abitanti censiti

### Religione
La sede parrocchiale di Cocquio-Trevisago (appartenente al decanato di Besozzo, nella Diocesi di Milano, e praticante il rito ambrosiano) è la chiesa parrocchiale di S. Andrea ubicata in frazione Sant'Andrea; altre sedi parrocchiali sono la chiesa parrocchiale della Beata Vergine Assunta ubicata in località Caldana e la chiesa della Purificazione di Maria Vergine ubicata nel centro storico di Cocquio. Le tre parrocchie fanno parte della Comunità Pastorale "Sacra Famiglia".

## Cultura

### Istruzione
Nel territorio comunale hanno sede due scuole dell'infanzia autonome e paritarie, una scuola primaria, una scuola secondaria di primo grado pubbliche e una scuola/lavoro per gommisti.

#### Musei
A Cocquio-Trevisago ha sede il Museo Salvini, interamente dedicato al pittore cocquiese Innocente Salvini (1889-1979) e ricavato nell'antico mulino ad acqua di proprietà della sua famiglia.

#### Altro
Nel cimitero di Cocquio-Trevisago è sepolto Esteban Canal, Gran Maestro di scacchi di fama mondiale

## Infrastrutture e trasporti
Il paese è servito dalla ferrovia Saronno-Laveno (esercita da Trenord e gestita da Ferrovienord) tramite la Stazione di Cocquio-Trevisago, nonché dall'autolinea extraurbana N19 Varese-Monvalle (esercita dall'azienda Autolinee Varesine per conto del Consorzio Trasporti Pubblici Insubria).

## Amministrazione
| Periodo        | Periodo        | Primo cittadino           | Partito                                     | Carica  | Note |
| -------------- | -------------- | ------------------------- | ------------------------------------------- | ------- | ---- |
| 6 giugno 1993  | 13 maggio 2001 | Mario Ballarin            | Lega Nord                                   | Sindaco |      |
| 13 maggio 2001 | 29 maggio 2006 | Claudio Giuseppe Molinari | Forza Italia                                | Sindaco |      |
| 29 maggio 2006 | 5 giugno 2016  | Mario Ballarin            | lista civica Tradizione Sviluppo Territorio | Sindaco |      |
| 5 giugno 2016  |                | Danilo Centrella          | lista civica Insieme per crescere           | Sindaco |      |

Il territorio comunale è parzialmente ricompreso nel Parco regionale Campo dei Fiori.